# امری یوهانس فان دونسو
امری یوهانس ون دونزل (به انگلیسی: Emeri van Donzel) (۵ ژوئیه ۱۹۲۵، در نیووستات - ۲۹ اکتبر ۲۰۱۷، در واسنار) مورخ هلندی خاورمیانه بود که به موضوعات اتیوپی و تعامل بین جهان اسلام و مسیحیت علاقه داشت.
او به عنوان مدیر مؤسسه خاور نزدیک هلند و سردبیر دانشنامه اسلام خدمت کرد. وی همچنین عضویت آکادمی سلطنتی هنر و علوم هلند، دکترای افتخاری از دانشگاه هامبورگ، و مدال افسر در اورانجه ناسو را دریافت کرده‌بود.